# كوكال
الكوكال  أو كنتروبوس (الاسم العلمي: Centropus) هو جنس من الطيور يتبع فصيلة طيور الوقواق من رتبة الواقواقيات.

## أنواع الكوكال
- كوكال أحمر
- كوكال أحمر مسود
- كوكال أخضر
- كوكال أخضر المنقار
- كوكال أزرق الرأس
- كوكال أسود
- كوكال أسود الحنجرة
- كوكال أسود الرأس
- كوكال أسود الوجه
- كوكال أسود صغير
- كوكال أسود كبير
- كوكال أنداماني
- كوكال برتقالي الرأس
- كوكال بنفسجي
- كوكال بياك
- كوكال تدرجي
- كوكال جالوتي
- كوكال سنغالي
- كوكال سيلاويسي
- كوكال صغير
- كوكال صغير الإبهام
- كوكال صيني
- كوكال غابوني
- كوكال مبرقش
- كوكال متغطرس
- كوكال مدغشقري
- كوكال منقط الأجنحة
- كوكال نحاسي الذيل